# Trachyphilina
Trachyphilina es una subtribu de insectos coleópteros curculiónidos pertenecientes a la subfamilia Entiminae.  

## Géneros
- Trachyphilodes
- Trachyphilus